# SolarWorld
SolarWorld AG (FWB: SWVG) — один из крупнейших производителей солнечных батарей в Германии. Штаб-квартира находится в городе Бонне. Компания котируется на Франкфуртской бирже.

## История
В 1988 году SolarWorld была основана как отдельная компания инженером и главным исполнительным директором Фрэнком Асбеком и занималась проектами по производству возобновляемой энергии. В 1998 году эта деятельность была передана недавно основанной SolarWorld AG. Успехи компании были столь впечатляющими, что в 2004 году она завоевала Гран-При Фонда Oskar Patzelt по классу «Малый и средний бизнес».
В 2006 году Shell продала SolarWorld свою деятельность по производству солнечных батарей.
SolarWorld получил премию German Sustainability Award в категории «Самое устойчивое производство в Германии в 2008 году».
С 2010 года у компании есть совместное предприятие с Qatar Solar Technologies (QSTec). Из-за финансового кризиса Solarworld была реструктурирована, и в 2013 году QSTec стала крупнейшим акционером.
В 2012 году была взломана юридическая фирма Wiley Rein, базирующаяся в Вашингтоне, округ Колумбия. Как сообщает Bloomberg News, хакеры хотели получить информацию о немецком производителе SolarWorld. Компьютеры SolarWorld были взломаны примерно в то же время.
10 мая 2017 года SolarWorld AG подала заявление о неплатежеспособности, сославшись на «продолжающиеся ценовые искажения» и «отсутствие более позитивных прогнозов на будущее». В мае 2016 года сообщалось, что иск, поданный американским поставщиком кремния Hemlock, «угрожает дальнейшему существованию компании» с претензиями о возмещении ущерба на сумму до 770 миллионов долларов.
Немецкие мощности SolarWorld были приобретены ее основателем Фрэнком Асбеком совместно с Qatar Solar Technologies. Три дня спустя апелляционный суд оставил в силе вердикт по делу Hemlock, в результате чего компания SolarWorld AG была обязана возместить ущерб.
SolarWorld Americas, крупнейший производитель солнечных батарей на основе кремния в США более 42 лет, продолжает повышать эффективность и работать с внешними партнерами, чтобы сохранять конкурентные позиции на рынке. Однако 18 августа 2017 года стало известно, что SolarWorld Americas была выставлена на продажу, хотя на тот момент не было выявлено потенциальных покупателей. Дочерняя компания, базирующаяся в США, которая, как сообщается, производила половину модулей под брендом SolarWorld по всему миру, была поставлена "в какое-то подвешенное состояние" из-за банкротства немецкой компании, и она вступила в «открытый» процесс слияний и поглощений.

## Производственные мощности
В группе SolarWorld многие специализированные работники были заняты в подразделениях предприятия, расположенных в Бонне (штаб-квартира), Фрайберге и Хиллсборо, штат Орегон (штаб-квартира в США).
Компания также имела производственные мощности в Хиллсборо, штат Орегон, приобретенные в 2007 году у японской Komatsu Group. В 2008 году это был крупнейший завод по производству солнечных батарей в Северной Америке. Этот завод был передан SunPower в октябре 2018 года в рамках приобретения SunPower компании SolarWorld Americas.
В 2013 году компания SolarWorld приняла на себя производство у компании Bosch Solar Energy в Арнштадте и продолжила нанимать около 800 сотрудников.
SolarWorld AG имеет офисы продаж в Германии, Испании, США, Южной Африке, Великобритании и Сингапуре.